# Никулин, Юрий Владимирович (хоккеист)
Ю́рий Влади́мирович Нику́лин (род. 16 апреля 1981, Кирово-Чепецк, Кировская область) — российский хоккеист.

## Биография
Воспитанник ДЮСШ клуба «Олимпия». В 1997 году в неполные 17 лет был приглашён в созданный Виктором Тихоновым параллельный ХК ЦСКА, выступавший в Суперлиге российского чемпионата.
В 1998 году вернулся в Кирово-Чепецк, и в последующем выступал за клубы младших российских лиг (первой, высшей, РХЛ) — «Олимпию» (1998—2003), ХК «Белгород» (2002—2003), курганское «Зауралье» (2004—2006), глазовский «Прогресс» (2010—2011 и 2012—2013), саранскую «Мордовию» (2011—2012), «Челны» Набережные Челны (2011—2012), новоуральский «Кедр» (2013—2014) и барнаульский «Алтай» (2013—2014).
Тренер по хоккею в посёлке Эгвекинот Чукотского автономного округа.